# Papilio himeros
Papilio himeros är en fjärilsart som beskrevs av Carl Heinrich Hopffer 1865. Papilio himeros ingår i släktet Papilio och familjen riddarfjärilar. IUCN kategoriserar arten globalt som nära hotad. Inga underarter finns listade i Catalogue of Life.